# Amar de nuevo
Amar de nuevo é uma telenovela estadunidense-mexicana exibida em 2011 pela Telemundo.

## Elenco
- Patricia Garza - Veronica
- Eduardo Rodríguez - Roman
- Jullye Giliberti - Rosilda/Laura
- Alejandro Felipe Flores - Frijolito
- Jorge Eduardo García - Palito,"pablito"
- José Luis Franco - Máximo
- María Antonieta de las Nieves - Gardenia
- Briggitte Bozzo - Flor
- Nicolás Mele - Leandro
- Jaime Aymerich - Memo